# Steve Allen
Steve Allen (Nova York, 26 de desembre de 1921 – Los Angeles, 30 d'octubre de 2000), fou un compositor de lletres, i animador estatunidenc.
Steve, de naixement Stephen Valentine Patrick William Allen, era fill d'una família de comediants. Es crià a Chicago on estudià periodisme, abans de triomfar en la Radio al final dels 40. Era disc jockey, malgrat que els seus oients preferien escoltar la seva xerrada en lloc dels dics. Però va ser molt més que un còmic i un home divertit. Com músic, es mogué bé com a pianista i, malgrat no saber llegir la música, compongué més de 5.000 cançons.
Pioner, mestre, revolucionari, innovador i geni. Steve Allen fou una de les grans estrelles de la televisió dels Estats Units en els dies de blanc i negre dels 50, quan aquest venedor de somriures es convertí en el primer presentador que gosà a parlar sense guió i deixar volar la seva imaginació en alguns dels millors programes que s'han vist en la pantalla petita estatunidenca en mig segle.
Abans que existissin Johnny Carson, Jay Leno, David Letterman i què, segles després, Xavier Sardà presentàs Crónicas Marcianas a l'altre costat de l'Atlàntic, Allen fou el primer a crear un format d'espai d'humor en la televisió en la televisió per les últimes hores de la nit en el mesclaven els riures amb les entrevistes i demostrava la seva capacitat per improvisar sense límit i mofar-se sense compassió de si mateix i dels que el rodejaven. Les intervencions del públic, els gags al carrer i la presència d'actors interpretant a personatges fixes en l'estudi foren llurs senyals d'identitat.
De la seva capacitat histriònica i d'improvisació en donen conte les paraules de Jayne Meadows la seva esposa: <<Cada cop que em fico al llit amb ell mi fico amb vuit homes diferents>>.
També va ser autor, de lletres d'algunes bandes sonores de films com Picnic i On the Beach. L'escriptura no l'espantà, i publicà més de 50 obres on opinà vers la televisió, la fama o Hollywood i es mostrà crític en afers socials com la pena capital, els drets dels treballadors immigrants o la carrera nuclear.
Interpretà també papers en el cinema, com a The Benny Goodman Story (1955), però fou el seu especial olfacte per la televisió el que el convertí en una referència pel mitjà i en un descobridor de talents. El 1955, Allen era el presentador del Tonight Show, en la NBC, quan una nit es presentà al costat d'un jove tímid, amb pantalons ajustats, sabates de gamussa blaus i una guitarra. Des d'aquell dia a mitjans dels anys 50, canvià la història del Rock and Roll i Elvis Presley deixà de ser un desconegut pel públic.
Allen fou el primer a treure les cameres al carrer per cercar les reaccions de la gent en mig de situacions enredades que ell mateix provocava. Em fa el mateix el que pensi la gent de mi perquè la televisió crea una fama fictícia. Avui ets algú i demà t'obliden i crec què, per això, he viscut sempre feliç, afirmava.
Allen morí un dilluns 30 d'octubre, als 78 anys, d'un atac de cor quan dormia. Llur estrella de l'avinguda dels famosos de Hollywood va restar coberta de flors molts dies dels molts espectadors veterans que recordaven els seus inicis en el Tonight Show de la NBC el 1953 i dels joves còmics que el consideraven un mestre.